# Internet Registry Information Service
Pour les articles homonymes, voir IRIS.
Internet Registry Information Service (IRIS) est une norme IETF d'un protocole d'interrogation des bases de données des registres, par exemple des registres de noms de domaines ou bien des registres d'adresses IP.
Les messages IRIS sont codés en XML et spécifiés par le langage de schémas du W3C.
IRIS est normalisé dans le RFC 3981.